# 日本の理数科設置高等学校一覧
日本の理数科設置高等学校一覧（にほんのりすうかせっちこうとうがっこういちらん）は、全国の「理数に関する学科」及び「その他専門教育を施す学科」において「理数」を履修する高等学校が設置されている高等学校の一覧。
専門教科「理数」を中心に履修する専門教育を主とする学科が設置されている高等学校は、本項目に掲載する。「その他専門教育を施す学科」において専門教科「理数」を履修する場合については、「理数に関する学科」との区別を明確にした上で掲載する。専門教科「理数」（理数数学、理数物理など）を履修しない学科・課程は、名称に「理」や「数」が含まれる場合であっても、本項目に含めない（普通科数理コースなど）。

## 北海道
- 北海道札幌開成高等学校 - コズモサイエンス科
- 北海道札幌啓成高等学校 - 理数科
- 北海道室蘭栄高等学校 - 理数科
- 北海道滝川高等学校 - 理数科
- 北海道旭川西高等学校 - 理数科
- 北海道釧路湖陵高等学校 - 理数科
- 北海道北見北斗高等学校 - 理数科
- 北海道函館中部高等学校 - 理数科

## 東北地方

### 青森県
- 青森県立五所川原高等学校 - 理数科

### 岩手県
- 岩手県立盛岡第一高等学校 - 理数科（普通科括り募集）
- 岩手県立一関第一高等学校 - 理数科（普通科括り募集）
- 岩手県立水沢高等学校 - 理数科（普通科括り募集）
- 岩手県立釜石高等学校 - 理数科（普通科括り募集）

### 宮城県
- 宮城県仙台第三高等学校 - 理数科
- 宮城県宮城第一高等学校 - 探究科（国際探究科・理数探究科括り募集）
- 宮城県仙台向山高等学校 - 理数科

### 秋田県
- 秋田県立秋田高等学校 - 理数科（普通科括り募集）
- 秋田県立大館鳳鳴高等学校 - 理数科（普通科括り募集）
- 秋田県立横手高等学校 - 理数科（普通科括り募集）
- 秋田県立能代高等学校 - 理数科（普通科括り募集）
- 秋田県立湯沢高等学校 - 理数科（普通科括り募集）
- 秋田県立由利高等学校 - 理数科（普通科国際科括り募集）

### 山形県
- 山形県立山形南高等学校 - 理数科
- 山形県立米沢興譲館高等学校 - 探究科（理数探究科）
- 山形県立致道館高等学校 - 理数科

### 福島県
- 福島県立福島西高等学校 - 数理科学科
- 福島県立相馬高等学校 - 理数科
- 福島県立白河高等学校 - 理数科
- 福島県立須賀川桐陽高等学校 - 数理科学科

## 関東地方

### 茨城県
- 茨城県立緑岡高等学校 - 理数科（普通科括り募集）

### 栃木県
- 栃木県立小山高等学校 - 数理科学科

### 群馬県
- 群馬県立桐生高等学校 - 理数科
- 群馬県立藤岡中央高等学校 - 理数科 FC.Lab(理数科所属科学部)

### 埼玉県
- 埼玉県立大宮高等学校-理数科
- 埼玉県立松山高等学校 - 理数科
- 埼玉県立熊谷西高等学校 - 理数科
- 埼玉県立越谷北高等学校 - 理数科
- さいたま市立大宮北高等学校 - 理数科
- 埼玉県立所沢北高等学校 - 理数科
- 西武学園文理高等学校 - 理数科
- 川口市立高等学校 - 理数科

### 千葉県
- 千葉県立船橋高等学校 - 理数科
- 千葉県立佐倉高等学校 - 理数科
- 千葉県立佐原高等学校 - 理数科
- 千葉県立長生高等学校 - 理数科
- 千葉県立柏高等学校 - 理数科
- 千葉県立匝瑳高等学校 - 理数科
- 千葉県立成東高等学校 - 理数科
- 千葉市立千葉高等学校 - 理数科
- 銚子市立銚子高等学校 - 理数科

木更津高等学校

### 東京都
- 日本大学豊山女子高等学校 - 理数科
- 東京都立立川高等学校 - 創造理数科
- 都立科学技術高等学校 - 創造理数科(令和6年度から設置)

### 神奈川県
- 神奈川県立弥栄高等学校 - 理数科
- 川崎市立川崎総合科学高等学校 - 科学科
- 横浜市立横浜サイエンスフロンティア高等学校 - 理数科
- 神奈川県立神奈川総合産業高等学校 - 定時制課程総合学科自然科学系列理数分野

## 中部地方

### 新潟県
- 新潟県立新潟高等学校 - 理数科
- 新潟県立長岡高等学校 - 理数科
- 新潟県立高田高等学校 - 理数科
- 新潟県立新発田高等学校 - 理数科
- 新潟市立万代高等学校 - 英語理数科

### 富山県
- 富山県立富山高等学校 - 探究科学科（理数科学科・人文社会科学科）
- 富山県立高岡高等学校 - 探究科学科（理数科学科・人文社会科学科）
- 富山県立富山中部高等学校 - 探究科学科（理数科学科・人文社会科学科）

### 石川県
- 石川県立金沢泉丘高等学校 - 理数科
- 石川県立小松高等学校 - 理数科
- 石川県立七尾高等学校 - 理数科

### 福井県
- 福井県立若狭高等学校 - 理数科 『2012年（平成24年）より文理探究科（国際探究科・理数探究科）』
- 福井県立高志高等学校 - 理数科
- 福井県立武生高等学校 - 理数科

### 山梨県
- 山梨県立甲府南高等学校 - 理数科
- 山梨県立身延高等学校 - 理数科
- 山梨県立吉田高等学校 - 理数科

### 長野県
- 長野県屋代高等学校 - 理数科
- 長野県伊那北高等学校 - 理数科
- 長野県大町岳陽高等学校 - 学究科
- 長野県木曽青峰高等学校 - 理数科
- 長野県飯田高等学校 - 理数科
- 長野県野沢北高等学校 - 理数科
- 長野県飯山高等学校 - 探究科
- 東海大学付属諏訪高等学校 - 理数科

### 岐阜県
- 岐阜県立恵那高等学校 - 理数科
- 岐阜県立大垣東高等学校 - 理数科
- 岐阜県立各務原高等学校 - 理数科
- 岐阜県立加茂高等学校 - 理数科
- 岐阜県立岐山高等学校 - 理数科
- 岐阜県立関有知高等学校 - 理数科
- 岐阜県立吉城高等学校 - 理数科

### 静岡県
- 静岡県立清水東高等学校 - 理数科
- 静岡県立掛川西高等学校 - 理数科
- 静岡県立富士高等学校 - 理数科
- 静岡県立沼津東高等学校 - 理数科
- 静岡県立下田高等学校 - 理数科
- 静岡県立韮山高等学校 - 理数科
- 静岡県立榛原高等学校 - 理数科
- 静岡県立浜松南高等学校 - 理数科
- 静岡県立磐田南高等学校 - 理数科
- 静岡学園高等学校 - 理数科
- 静岡北高等学校 - 理数科
- 静岡県立科学技術高等学校 - 理数科

### 愛知県
- 名古屋市立向陽高等学校 - 国際科学科
- 愛知県立瑞陵高等学校 - 理数科（2022年度より設置）
- 愛知県立岡崎北高等学校 - 理数科（2022年度より設置）

## 近畿地方

### 三重県
- 三重県立上野高等学校 - 理数科
- 三重県立神戸高等学校 - 理数科
- 三重県立桑名高等学校 - 理数科
- 三重県立松阪高等学校 - 理数科

### 滋賀県
- 滋賀県立膳所高等学校 - 理数科
- 滋賀県立米原高等学校 - 理数科

### 京都府
- 京都府立嵯峨野高等学校 - 京都こすもす科
- 京都市立堀川高等学校 - 自然探究科
- 京都府立桃山高等学校 - 自然科学科
- 京都府立南陽高等学校 - サイエンスリサーチ科
- 京都府立亀岡高等学校 - 数理科学科
- 京都府立西舞鶴高等学校 - 理数探究科
- 京都府立城南菱創高等学校 - 自然科学科
- 京都府立福知山高等学校 - 文理科学科
- 京都市立京都工学院高等学校 - フロンティア理数科

### 大阪府
- 大阪府立いちりつ高等学校 - 理数科
- 大阪府立東高等学校 - 理数科
- 大阪府立生野高等学校 - 文理学科
- 大阪府立茨木高等学校 - 文理学科
- 大阪府立大手前高等学校 - 文理学科
- 大阪府立岸和田高等学校 - 文理学科
- 大阪府立北野高等学校 - 文理学科
- 大阪府立高津高等学校 - 文理学科
- 堺市立堺高等学校 - サイエンス創造科
- 大阪府立四條畷高等学校 - 文理学科
- 大阪府立天王寺高等学校 - 文理学科
- 大阪府立豊中高等学校 - 文理学科
- 大阪府立三国丘高等学校 - 文理学科
- 大阪府立千里高等学校 - 総合科学科
- 大阪府立住吉高等学校 - 総合科学科
- 大阪府立泉北高等学校 - 総合科学科

### 兵庫県
- 兵庫県立神戸高等学校 - 総合理学科
- 兵庫県立明石北高等学校 - 自然科学科
- 兵庫県立加古川東高等学校 - 理数科
- 兵庫県立尼崎小田高等学校 - サイエンスリサーチ科
- 兵庫県立龍野高等学校 - 総合自然科学科
- 兵庫県立豊岡高等学校 - 理数科
- 兵庫県立宝塚北高等学校 -グローバル･サイエンス科
- 西宮市立西宮高等学校 - グローバル･サイエンス科

### 奈良県
- 奈良県立奈良北高等学校 - 理数科
- 奈良県立青翔高等学校 - 理数科
- 奈良市立一条高等学校 - 数理科学科

### 和歌山県
- 和歌山県立粉河高等学校 - 理数科
- 和歌山県立桐蔭高等学校 - 数理科学科(2019年度より募集停止)
- 和歌山県立向陽高等学校 - 環境科学科
- 和歌山県立海南高等学校 - 教養理学科
- 和歌山県立日高高等学校 - 総合科学科

## 中国地方

### 鳥取県
- 鳥取県立鳥取東高等学校 - 理数科

### 島根県
- 島根県立松江北高等学校 - 理数科
- 島根県立松江南高等学校 - 探究科学科
- 島根県立出雲高等学校 - 理数科
- 島根県立大田高等学校 - 理数科
- 島根県立浜田高等学校 - 理数科
- 島根県立益田高等学校 - 理数科

### 岡山県
- 岡山県立岡山一宮高等学校 - 理数科（普通科括り募集）
- 岡山県立倉敷天城高等学校 - 理数科（普通科括り募集）
- 岡山県立玉島高等学校 - 理数科（普通科括り募集）
- 岡山県立津山高等学校 - 理数科（普通科括り募集）

### 広島県
- 山陽女学園高等部 - 理数科
- 広島県立広島国泰寺高等学校 -理数コース

### 山口県
- 山口県立山口高等学校 - 理数科
- 山口県立下関西高等学校 - 探究科（自然科学科）
- 山口県立徳山高等学校 - 理数科
- 山口県立宇部高等学校 - 探究科（自然科学科）
- 山口県立萩高等学校 - 探究科（自然科学科）
- 山口県立岩国高等学校 - 理数科

## 四国地方

### 徳島県
- 徳島市立高等学校 - 理数科
- 徳島県立城南高等学校 - 応用数理科
- 徳島県立海部高等学校 - 数理科学科
- 徳島県立富岡西高等学校 - 理数科

### 香川県
- 香川県立三本松高等学校 - 理数科
- 香川県立観音寺第一高等学校 - 理数科

### 愛媛県
- 愛媛県立松山南高等学校 - 理数科
- 愛媛県立宇和島東高等学校 - 理数科（普通科括り募集）
- 愛媛県立西条高等学校 - 理数科

### 高知県
- 高知県立高知小津高等学校 - 理数科

## 九州地方

### 福岡県
- 福岡県立嘉穂高等学校 - 理数科
- 福岡県立鞍手高等学校 - 理数科
- 福岡県立新宮高等学校 - 理数科
- 福岡県立筑紫丘高等学校 - 理数科
- 福岡県立明善高等学校 - 理数科
- 福岡県立八幡高等学校 - 理数科
- 九州国際大学付属高等学校 - 理数科

### 佐賀県
- 佐賀県立致遠館高等学校 - 理数科

### 長崎県
- 長崎県立大村高等学校 - 理数科
- 長崎県立長崎北陽台高等学校 - 理数科
- 長崎県立島原高等学校 - 理数科
- 長崎県立猶興館高等学校 - 理数科

### 熊本県
- 熊本県立第二高等学校 - 理数科
- 熊本県立熊本北高等学校 - 理数科
- 熊本県立熊本西高等学校 - 理数科
- 熊本県立大津高等学校 - 理数科
- 熊本県立荒尾高等学校 - 理数科

### 大分県
- 大分県立大分舞鶴高等学校 - 理数科

### 宮崎県
- 宮崎県立宮崎西高等学校 - 理数科
- 宮崎県立延岡高等学校 - メディカル・サイエンス科
- 宮崎県立都城泉ヶ丘高等学校 - 理数科
- 宮崎県立宮崎北高等学校 - サイエンス科
- 日南学園高等学校 - 理数科

### 鹿児島県
- 鹿児島県立国分高等学校 - 理数科
- 鹿児島県立錦江湾高等学校 - 理数科

### 沖縄県
- 沖縄県立開邦高等学校 - 学術探求科（文系との一括募集）
- 沖縄県立球陽高等学校 - 理数科
- 沖縄県立向陽高等学校 - 理数科
- 沖縄県立北山高等学校 - 理数科
- 沖縄県立宮古高等学校 - 理数科